# Zhu Zifeng
Zhu Zifeng (en chino: 朱子锋; 28 de julio de 2002) es un deportista chino que compite en saltos de trampolín y plataforma. Ganó tres medallas de oro en el Campeonato Mundial de Natación entre los años 2022 y 2025.

## Palmarés internacional
| Campeonato Mundial | Campeonato Mundial  | Campeonato Mundial | Campeonato Mundial         |
| Año                | Lugar               | Medalla            | Prueba                     |
| ------------------ | ------------------- | ------------------ | -------------------------- |
| 2022               | Budapest (Hungría)  | Medalla de oro     | Trampolín 3 m sincro mixto |
| 2023               | Fukuoka (Japón)     | Medalla de oro     | Trampolín 3 m sincro mixto |
| 2025               | Singapur (Singapur) | Medalla de oro     | Plataforma 10 m sincro     |